# 明尼蘇達州第四國會選區
明尼蘇達州第四國會選區（英語：Fourth Congressional District of Minnesota）是美国明尼蘇達州八個國會選區之一，始於1883年，2013年起位於該州的中部，包括州府聖保羅等地。
該選區在早期一直為兩黨競爭的選區，自1949起當區眾議員一直都是民主黨人。現任聯邦眾議員是民主黨籍的貝蒂·麥考倫。
幾十年來，該地區可靠地投票給民主黨，但在2016年，共和黨人取得了強勁的收益，唐納·川普以15個百分點的優勢將該地區選為優勢。 在2018年的期中選舉中，它是該國僅有的三個轉為共和黨的國會選區之一。 該地區的東部地區（卡爾頓縣、庫克郡、萊克郡和聖路易斯郡）傾向於投票給民主黨，而該地區的其他地區則傾向於共和黨。
值得注意的是，該地區是2010年和2020年人口普查之後分配的最後一個地區。 特别是在 2020 年人口普查之后，尽管早期预测它会被淘汰，但明尼苏达州仅以 89 人的优势保住了该区，击败了纽约的第 27 区，获得了最后一个席位。